# Gai Marci Fígul (cònsol 162 aC)
Gai Marci Fígul (en llatí Caius Marcius C. F. Q. N. Figulus) va ser un magistrat romà del segle II aC. Formava part de la gens Màrcia, d'origen patrici.
L'any 162 aC va ser elegit cònsol romà junt amb Publi Corneli Escipió Nasica Corculum. Durant els comicis per la seva elecció, el cap de la centúria praerogativa va morir i els harúspexs van declarar nul·la l'elecció, però Tiberi Grac que presidia el comicis va mantenir la seva validesa i Fígul va ser enviat a la província de la Gàl·lia Cisalpina que li havia tocat en sort. Més tard Tiberi Grac va escriure al senat dient que havia comès un error al no escoltar els auspicis i Fígul va resignar el càrrec.
Fígul va tornar a ser elegit cònsol l'any 156 aC juntament amb Luci Corneli Lèntul Llop, i la seva província era potser Il·líria o Dalmàcia que estaven en guerra. Després d'algunes derrotes inicials, a la campanya de l'hivern va aconseguir derrotar els dàlmates ocupant primer les seves viles menors i finalment la capital Deminium.